# Федерико Момпу
Федерико Момпу или Фредерик Момпу и Данкоз (шп. Federico Mompou, кат. Frederic Mompou i Dеncausse; Барселона, 16. април 1893 — Барселона, 30. јун 1987) био је шпански (каталонски) композитор и пијаниста. Најпознатији је по својим делима за соло клавир и глас.

## Биографија

### Ране године
Федерико Момпу је рођен 16. априла 1893. године у Барселони. Одрастао је као најмлађе од троје деце у мешовитој, каталонско-француској породици која је ценила уметност. Његов отац, Федерико Момпу Монтмани, рођен је у каталонском селу Ђиниста. Упркос жељама породице да постане лекар, преселио се у Барселону с намером да започне војну каријеру (што му није пошло за руком). Тамо се упознао и оженио с његовом мајком, Жозефином Данкоз, која је потицала из породице француског порекла која се бавила израдом звона. Оба културна наслеђа су играла значајну улогу у Момпуовом животу. С породицом је викенде проводио певајући каталонске и француске народне песме. Доста времена је посвећивано читању поезије и препричавању породичних прича.
Момпу је био мирно и повучено дете. Сате је проводио у слушању музике. Волео је Шопена и Шумана, али је највише био фасциниран звуком звона и често је одлазио у породичну фабрику да ужива у њему. Похађао је основну школу „École Française“ и католичку средњу школу „Hermanos de la Doctrina Cristiana“. Прва музичка знања стекао је имитирајући свог старијег брата Ђозепа који је узимао часове клавира. Отац га је подржавао у намери да се посвети музици, али је од њега очекивао да буде натпросечан.
Године 1907. почео је да студира клавир код Педра Сераа на Конзерваторијуму у Барселони. Први јавни наступ је имао у петнаестој години, 14. маја 1908. године, у Сали Орфеон. Код Сераа је наставио студије клавира све до 1911. године. Касније је тврдио да се у том периоду заинтересовао за композицију. Након што је 1909. године присуствовао концерту у Барселони на ком је чуо Габријела Фореа како извод свој Квинтет, био је толико импресиониран његовом музиком и начином извођења да је одлучио да постане композитор. На то је утицала и његова изразито стидљива и повучена природа која га је одвраћала од жеље да постане виртуозни пијаниста.

### Студије музике у Паризу (1911—1913)
С писмом препоруке које је Енрике Гранадос, шпански композитор и тадашњи директор Конзерваторијума у Барселони, послао Габријелу Фореу, који се тада налазио на челу Париског конзерваторијума, Момпу је 1911. године отишао у Париз да тамо настави музичке студије. Упркос Гранадосовој препоруци, Момпуова стидљивост и уздржаност га је спречила да се одмах по доласку у француску престоницу упозна са Фореом. Премда је успео да се упише на Конзерваторијум, током двогодишњих студија Момпу никада није лично упознао Фореа. Те године (1911) је почео да компонује своје прво дело за клавир – свиту Интимне импресије.
На Париском конзерваторијуму је студирао клавир код Луја Димера и хармонију и контрапункт код Емила Песара. Момпу је и поред своје стидљивости био упоран у намери да се бави компоновањем. Иако је препознао Момпуов урођени таленат, Песара је фрустрирала његова интровертна природа. Наводно је прокоментарисао његово занимање за композицију речима: "Alors composez, composez!".
Двогдишње студије у Паризу учиниле су да нагласак студија, уместо на клавир, стави на композицију и увериле га да је то његов највећи таленат. Иако је имао снажну жељу да компонује, био је незадовољан традиционалним теоријским правилима. Професори на конзерваторијуму су обесхрабривали његову љубав према звонима и звуковима октава, квинта и кварта. Момпуове студије композиције код Песара и Марсела Самуела Русоа су текле споро јер су двојица професора имали различита мишљења о компоновању. Момпу је на крају пронашао сопствени стил компоновања у којем су звукови из детињства играли велику улогу. Одлучио је да се ослони на своју имагинацију и интелигенцију пре него на мишљења професора на конзерваторијуму.
Паралелно са студијама на конзерваторијуму, Момпу је приватно студирао клавир код педагога Исидора Филипа и пијанисте Фердинанда Мот-Лакроа. Мот-Лакроа је брзо постао Момпуов најзначајнији ментор, учитељ клавира, пријатељ и енергични заговорник његове музике. Препознавао је значај и лепоту Момпуових композиција и охрабривао га да развија своју јединствену личну музичку естетику. Такође је постао први извођач и тумач Момпуових клавирских дела.

### Повратак у Барселону (1913—1920)
Момпу је 1913. године био принуђен да се врати у Барселону како би служио војни рок. Први светски рат, који је избио наредне године, затекао га је у родном граду. У Париз се вратио тек 1920. године, две године након завршетка рата.
Током боравка у Барселони, Момпу је на наговор и уз подршку свог пријатеља Агустина Кинтаса објавио своје прво дело – Чаробне песме (1920). Такође је објавио још неколико клавирских композиција (Интимне импресије, Дечје сцене...) и прву песму (Сиви час). Том приликом је био вођен јасним естетским идеалом: највећа изражајност уз најмања средства.

### Други боравак у Паризу (1921—1941)
Након што се вратио у Париз, Фердинанд Мот-Лакроа је 1921. године упознао Емила Виљермоза, француског музичког критичара и композитора, с Момпуовом музиком. Виљермоз је објавио похвалан чланак о Момпуу у којем га је прогласио „јединим учеником и наследником“ Клода Дебисија и на тај начин му донео неочекивану славу захваљујући којој је имао прилике да упозна водеће француске композиторе тога доба. Томе је допринео и Мот-Лакроа који је са успехом изводио његову музику на концертима у Паризу. Момпу се одједном нашао у центру пажње. Био је добродошао у париске аристократске кругове. Његов друштвени живот никада није био богатији. Наставио је да развија свој стил компоновања. Своју музику никада није изводио јавно, већ искључиво у приватним париским салонима где су се углавном окупљали писци, сликари и вајари. У том периоду је настало неколико Момпуових дела за клавир (Дијалози, Успомене са изложбе, Шест прелудијума, Варијације на Шопенову тему, Песме и игре бр. 4 и 5) и глас (Четири мелодије, Непозната песмарица и Три успаванке).
Упркос успеху, његов боравак у француској престоници није био нимало лак. Непрекидно су се смењивали друштвени догађаји и спектакли. Такав живот није одговарао његовој интровертној, рефлективној и медитативној природи. Момпу је жудео за већом самоћом, а Париз му то није омогућавао. Између 1931. и 1941. године, када је отишао у родну Каталонију након немачке окупације Париза, није објављивао музику. На то је утицало неколико ствари. У том периоду му је умро отац, а брат му се озбиљно разболео. Веома га је бринуо Шпански грађански рат. Тешка финансијска ситуација додатно га је одвајала од музике и усмеравала према различитим пословним подухватима, укључујући и покушај да оживи породичну топионицу звона.

### Коначан повратак у Шпанију (1941—1987)
Након што се 1941. године вратио у Барселону, поново је почео да компонује. Водио је миран живот. Повремено је одржавао концерте и писао музику, укључујући и познати циклус песама Борба снова. С времена на време је је путовао по Европи и на концертима представљао властите композиције.
Године 1956. појавило се дело Дон Перилимпин, балет који су заједно написали Момпу и Ксавије Монтсалваж. Већи део музике је написао Момпу, а Монтсалваж је помогао у оркестрацији и повезивању деоница. Године 1959. почео је да компонује Тиху музику, клавирско дело у четири свеске.
На једном клавирском такмичењу у Барселони, на ком је био члан жирија, упознао је каталонску пијанисткињу Кармен Браво, млађу од њега тридесет година. Њена интерпретација Шумана оставила га је без даха. Венчали су се 1957. године. Обоје су живели у Барселони и предавали на конзерваторијуму. Момпу је након тога ретко напуштао Барселону, осим што је три пута боравио у Њујорку. Први пут 1970. године, када је свирао на инаугурацији Аудиторијума Шпанског института Лукреција Бори. Други пут, 1973. године, поводом премијере свог ораторијума Клеветници. И трећи пут 1978. године, када је у Сали Алис Тали представио Песме и игре, Чаробне песме, два прелудијума, Предграђа и три одломка из Дечјих сцена. Критичар Њујорк тајмса Доналд Хенахан позитивно је оценио Момпуово извођење. На истом концерту, Алисија де Лароча је премијерно извела Момпуову Песму и игру бр. 14, а са тенором Хосеом Карерасом извела је циклус песама Борба снова.
Недуго након повратка из Њујорка 1978. године, Момпу је доживео снажан мождани удар који је ограничио његове активности. Остао је у Барселони до краја живота где је наставио да предаје и повремено наступа.
Федерико Момпу је умро 30. јуна 1987. у Барселони, у деведесет четвртој години живота.

## Музички стил
Федерико Момпу је био минијатуриста у својим делима, која су скоро увек кратка и чија је музика релативно импровизована. Његово дело је описивано као „деликатно“ и „интимно“. Према сопственим речима, био је „човек од мало речи и музичар од мало нота." Момпу је у стиху католичког мистика Јована од Крста „тиха музика“ (шп. la música callada) нашао израз за свој естетски идеал: „да музика буде глас тишине“, без површности и украса.
Након повратка са студија у Паризу (1911—1913), Момпу није прихватио модерни покрет у музици који је идеализовао космополитску Барселону и њен све бржи развој. Инспирацију за компоновање тражио је у прошлости. Желео је да се врати примитивним музичким формама и пронађе „чисту“ уметност. Није прихватао интелектуалан или рационалан приступ музици, већ је сматрао да душа треба да реагује на њу. Зато се његов музички стил често описује као recomençament (фр. почети изнова).
И поред тога што је био окренут прошлости, Момпу је под снажним утицајем француског импресионизма и његових представника, као што су Ерик Сати, Габријел Форе и Франсис Пуленк, изградио властити стил у којем је изражавање концентрисано на мале форме. Посебно му је била блиска музичка филозофија Ерика Сатија. Заједничке карактеристике Сатија, који је први у своју музику унео једноставност и јасноћу израза, и Момпуа су коришћење јединствених бројева за обележавање метрике, одсуство тактица, једноставни ритмови и двогласне или трогласне текстуре.
У многим својим делима преузео је мелодије из каталонског фолклора и уградио их у свој необичан звучни свет. Његови акорди често евоцирају звук бронзаних звона, дечју успомену на фабрику звона у којој је радио његов деда.
На њега су такође утицали звуци и мириси приморских четврти Барселоне, крици галебова и звук дечје игре. Његова музика је укорењена у акорду G♭-C-E♭-A♭-D, који је назвао Barri de platja (Четврт на плажи).
Лионел Салтер сматра да Момпуова музика постиже изражајност кроз лиризам и једноставност, адаптацијом народних мелодија, напуштањем развојних линија и свесним одбацивањем тактилица и кључева. Његов музички примитивизам је по природи био савремен, а његова креативност је лежала у мелодији, хармонији, ритму и форми.

## Признања
Током живота одато му је неколико значајних признања. Одликован је Националном музичком наградом Шпаније 1946. године. Изабран је у Шпанску краљевску академију Сан Хорхе 1952. године. Исте године је добио француске титуле “Officer d’Academie” and “Chevalier des Arts et des Lettres.” Именован је за дописног члана Краљевске академије лепих уметности Сан Фернандо 1959. године, а дуги низ година је био члан Извршног одбора шпанског огранка Међународног друштва за савремену музику. Примио је Националну музичку награду 1979. године за „дело од универзалног значаја“. Такође је примио златне медаље од Владе у Барселони и Академије лепих уметности у Мадриду 1980, од Универзитета Менендез Пелајо 1982, од Општег удружења стваралаца 1984. и од Града Барселоне 1986. године.

## Одабрана музичка дела

### Соло клавир
- Impresiones intimas (1911–1914) (Интимне импресије)
- Pessebres (1914-1917) (Наивне сцене)
- Scènes d'enfants (1915–1918) (Дечје сцене)
- Suburbis (1916–1917) (Предграђа)
- Cants magics (1920) (Чаробне песме)
- Fêtes lointaines (1920-1921) (Далеке прославе)
- Charmes (1920–1921)
- Cançons i Danses (1921–1979) (Песме и игре)
- Dialogues (1923) (Дијалози)
- Préludes (1927–1960) (Прелудијуми)
- Варијације на Шопенову тему (1938–1957) (засноване на Шопеновом Прелудијуму бр. 7 у А-дуру)
- Paisajes (1942–1960) (Пејзажи)
- El Pont (1947) (Ел Понт)
- Canción de cuna (1951) (Успаванка)
- Musica callada (1959-1967) (Тиха музика)

### Глас и клавир
- L'hora grisa (1916) (Сиви час)
- Cuatro melodías (1925) (Четири мелодије)
- Comptines (1926–1943) (Успаванке)
- Combat del somni (1942–1950) (Борба снова)
- Cantar del alma (1951) (Песма о души)
- Canciones becquerianas (1971) (Бекеријанске песме)

### Балети
- Don Perlimpin (1956; заједно са Ксавијеом Монтсалважом)

### Хорска дела
- Los Improperios (1964; у сећање на Франсиса Пуленка) (Клеветници), за хор и оркестар
- L'Ocell daurat (1970), кантата за дечји хор

### Гитара
- Suite Compostelana (1962; компонована за Андреса Сеговију)
- Cançó i dansa No. 13 (1972) (Песма и игра бр. 13)[12]
- Cançó i dansa No. 10 (Песма и игра бр. 10), у оригиналу за клавир (1953), транскрибована за гитару од стране композитора[13]